# チャーン島
座標: 北緯12度2分52.5秒 東経102度19分24.5秒 / 北緯12.047917度 東経102.323472度
チャーン島（チャーンとう、タイ語: เกาะช้าง）はタイ王国の島。バンコクから南東に310km、カンボジア王国との国境に近いタイランド湾上にあり、タイで3番目に大きな島である。
面積約217km2、最高地点の標高は744m。人口は5356人（2005年）。島名は「象島」を意味し、その由来は島にある岬が象の形をしていたことであり、実際に象が名前の付いた当時、この島に生息していたわけではない。現在、島内には全部で8つの村がある。山がちな島であり、島の最高点であるKhao Salak Phetは、標高744mである。島は多くの滝、珊瑚礁、熱帯雨林で名が知られている。

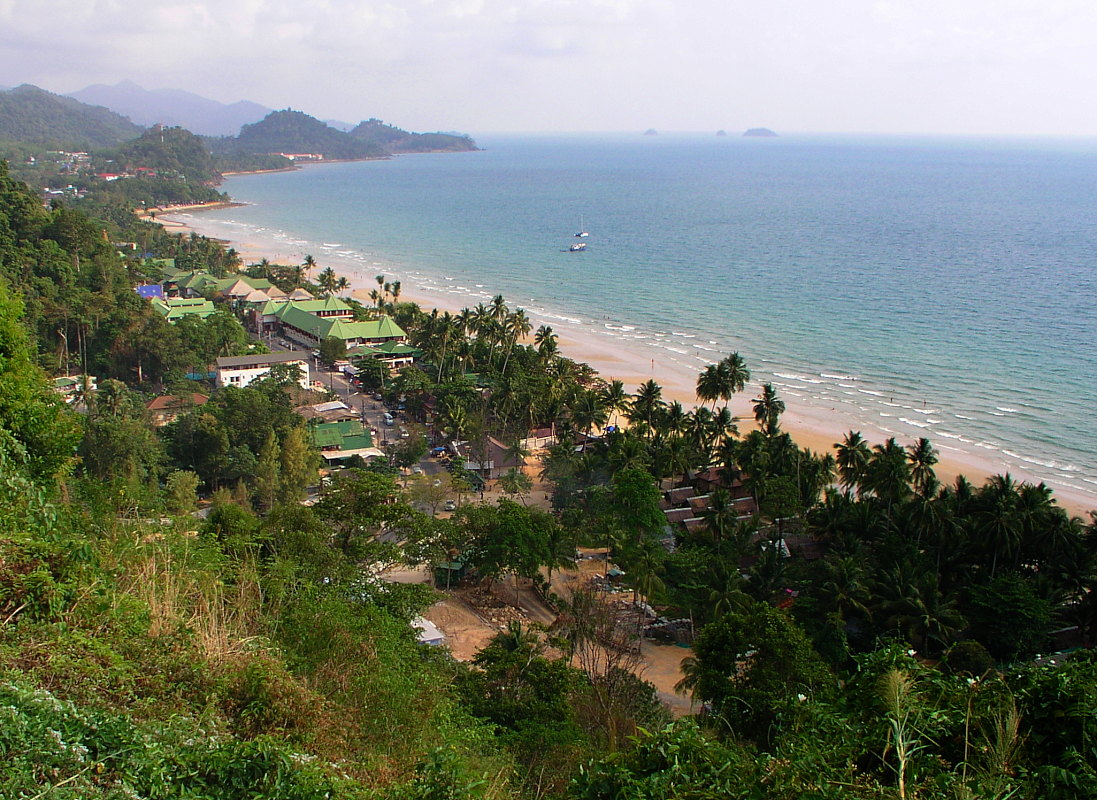
チャーン島